# Sebastian Stier
Sebastian Stier (* 1970 in Köthen) ist ein deutscher Komponist.

## Biografie
Stier erhielt seine erste Ausbildung 1984 bis 1989 in der Komponistenklasse Halle u. a. bei Günther Eisenhardt. 1991 bis 1997 studierte er an der Hochschule für Musik „Hanns Eisler“ Berlin bei Paul-Heinz Dittrich Komposition. Er ergänzte diese Ausbildung von 1998 bis 2001 durch ein Zusatzstudium bei Hanspeter Kyburz in Berlin. Seit 2004 ist er Dozent für Tonsatz und Analyse an der HfM „Hanns Eisler“ Berlin.
Stier schrieb Auftragskompositionen für die Musikakademie Rheinsberg, die Dresdner Tage der zeitgenössischen Musik, den MDR, den WDR, die Staatsoper Stuttgart und die Wittener Tage für neue Kammermusik. Seine Werke wurden im In- und Ausland gespielt, u. a. beim Ultraschall-Festival Berlin,  ECLAT Festival Stuttgart,  Steirischen Herbst,  ISCM World New Music Days 2011 Zagreb und sind vielfach im Rundfunk dokumentiert worden. Zu den Interpreten von Stiers Werken zählen das Ensemble Modern, Klangforum Wien, Ensemble recherche, Ensemble Resonanz, ensemble unitedberlin, ensemble courage und Sonar Quartett.
Sebastian Stier lebt in Berlin.

## Auszeichnungen
- 1993/1995/1996: Hanns-Eisler-Preis für Komposition und Interpretation zeitgenössischer Musik
- 1996: Förderpreis des Busoni-Kompositionspreis
- 2001: Stuttgarter Kompositionspreis[1]
- 2002: Aufenthaltsstipendium für die Cité Internationale des Arts Paris[2]
- 2006: 1. Preis des Kompositionswettbewerbes der 7. Weimarer Frühjahrstage für zeitgenössische Musik[3]
- 2011: Aufenthaltsstipendium für das Künstlerhaus Lukas in Ahrenshoop[4]
- 2013: Berliner Kompositionsstipendium[5]

## Kompositionen

### Solowerke
- zweiundzwanzig – vier für Klavier (1991)
- Studie um ein Zitat für Klavier (1994)
- Windflüchter I für Trompete (1998, rev. 2009)
- Windflüchter II für Altflöte (1998)
- stille Stücke für Violine (2005)

### Kammermusik
- interieur für Flöte, Oboe, Bassklarinette, Violine, Viola, Violoncello, Kontrabass (1993)
- Monolith für Viola, Bassklarinette, Posaune, Kontrabass (1995)
- … innehalten … für Klarinette, Viola, Klavier (1996, rev. 2008)
- ins Leere rennen für Violine, Posaune, Klavier (2000)
- hin her 3 Sätze für Es-Klarinette, Violine, Akkordeon (2002/2004)
- Schraffur/Relief für Flöte, Oboe, Klarinette, Klavier, Violine, Viola, Violoncello (2003)
- ab auf für Streichtrio (2003)
- Double II für Kontrabass, 2 Schlagzeuger, Horn, 2 Klaviere, Posaune, Trompete (2004)
- Fluchtlinien für Violine, Gitarre (2004)
- déjà vu für Klarinette, Klavier, Streichquartett (2006)
- drei Skizzen für 2 Violinen, Viola, Violoncello (2007)
- Sog für Fagott-Quartett (2008)
- Fluchtlinien II für 2 Trompeten (2009)
- einige Versuche, etwas auf den Punkt zu bringen für Englischhorn, Viola, Klavier (2010)
- weiße Flecken für Violoncello, Schlagzeug, Klavier (2010)
- Streichquartett (2012)
- Etüde 1 für 2 Akkordeons (2014)
- labiles Gleichgewicht II für 2 Akkordeons, Klavier, Schlagzeug und Streichquartett (2014)
- abgestecktes Gelände 1 für vier Posaunen (2016)
- abgestecktes Gelände 2 für Flöte, Klarinette, Violine, Violoncello (2016)
- - he - für Klarinette, Akkordeon, Streichquartett (2017)
- nichts kräftiger für Schlagquartett (2017)
- Einspruch für zwei Hörner (2019)
- Die Tatsache des Käfigs für Altsaxophon, Posaune, Violoncello, Akkordeon, Klavier (2019)

### Ensemblemusik
- Dispersion für Ensemble (Flöte, 2 Oboen, 2 Klarinetten, Bassklarinette, Fagott, Kontrafagott, 2 Hörner, Trompete, Posaune, Harfe, Violine, Viola, Violoncello, Kontrabass) (1996)
- arqué für Ensemble (Flöte, Oboe, 2 Klarinetten, Horn, Trompete, Posaune, 2 Schlagzeuger, Klavier, 2 Violinen, Viola, Violoncello, Kontrabass) (1998–99)
- Double für 20 Spieler (Flöte, Oboe, Klarinette, Bassklarinette, Fagott, Horn, Trompete, Posaune, 2 Schlagzeuger, Harfe, 2 Klaviere, 2 Violinen, 2 Violen, 2 Violoncelli, Kontrabass) (2001)
- en suite für Cembalo, 15 Streicher (9 Violinen, 3 Violen, 2 Violoncelli, Kontrabass) (2002)
- Strahlensatz für 12 Streicher (7 Violinen, 2 Violen, 2 Violoncelli, Kontrabass) (2006)
- labiles Gleichgewicht für Ensemble (2 Trompeten, 2 Schlagzeuger, 2 Klaviere, 2 Violinen, 2 Violen, 2 Violoncelli) (2009)
- Sowohl als auch für Ensemble (Oboe, Klarinette, Saxophon, Fagott, Horn, Posaune, Vibraphon, Klavier, 2 Violinen, Viola, Violoncello, Kontrabass) (2020)

### Vokalmusik
- zwei Lieder nach Jan Skácel für Knabenstimme (auch Mezzosopran), Viola (1994)
- der und die – Komposition nach Ernst Jandl für Sopran, Klarinette, Violoncello (2002)
- Liebeslieder nach Bertolt Brecht für Sopran, Flöte, Oboe, Klarinette, Horn (2006)
- Liebeslieder nach Bertolt Brecht – Fassung für Sopran und Klavier (2006/2011)
- Wasser, verstanden wird durch Durst für Sopran, Klavier (2023)

## CDs
- Portrait-CD „Sebastian Stier: Double / Fluchtlinien / hin her /  zwei Lieder nach Jan Skácel / der und die / Windflüchter II“ Deutscher Musikrat – Edition zeitgenössische Musik, WERGO 2008 (WER 6569 2)
- Sebastian Stier: Strahlensatz. Auf: Wittener Tage für neue Kammermusik 2006, CD Dokumentation, WDR 2006
- Sebastian Stier: arqué. Auf: Wittener Tage für neue Kammermusik 1999, CD Dokumentation, WDR 1999
- Sebastian Stier: Monolith. Auf: Neue Musik in Rheinsberg, NCA 1998, MA 96 12 824